# Call of Duty: Black Ops Cold War
Call of Duty: Black Ops Cold War es un videojuego de disparos en primera persona desarrollado por Treyarch y Raven Software y publicado por Activision. Es la quinta entrega Black Ops y el decimoséptimo Call of Duty. Cronológicamente el juego está ambientado después de los acontecimientos de Call of Duty: Black Ops. El juego también es el primero de la saga de Call of Duty en tener una conexión con otros títulos independientes: Call of Duty: Modern Warfare y Call of Duty: Warzone. El juego fue lanzado el 13 de noviembre de 2020.
El desarrollo de Black Ops Cold War comenzó como una colaboración entre Raven y Sledgehammer Games, que no estaba destinada a ser una entrada en la subserie Black Ops, pero debido a desacuerdos entre los dos estudios, Activision asignó a Treyarch para liderar la producción de título en mayo de 2019. El marketing de Black Ops Cold War comenzó en agosto de 2020 y se realizó de diferentes formas, incluidos mensajes crípticos dentro de Call of Duty: Warzone, acertijos creados para que los fanáticos los resolvieran en línea y un sitio web que muestra eventos históricos de la Guerra Fría; una revelación completa debutó el 26 de agosto, como parte de un evento del juego en Warzone. El juego se lanzó el 13 de noviembre de 2020 para PlayStation 4, PlayStation 5, Windows, Xbox One y Xbox Series X/S.
Tras su lanzamiento, Black Ops Cold War recibió críticas generalmente favorables de los críticos y se convirtió en el título más vendido de 2020 en los Estados Unidos. Los críticos respondieron en su mayoría de manera positiva a la campaña para un jugador y Zombies, pero se mostraron mixtos sobre el componente multijugador del juego, y algunos lo consideraron más débil que el que aparece en su predecesor directo, Call of Duty: Modern Warfare (2019). Una secuela, Call of Duty: Black Ops 6, se lanzó el 25 de octubre de 2024.

## Jugabilidad
Call of Duty: Black Ops Cold War tiene lugar después de lo ocurrido en Call of Duty: Black Ops durante la Guerra Fría y está basado en hechos reales. Adler cuenta con el apoyo de los personajes de Call of Duty: Black Ops Mason, Woods y Hudson. Con nuevos personajes como Sims, los amigos de MACV-SOG de Adler, el reparador del Mossad, Lazar y el oficial del MI6 Park. Los jugadores asumen un personaje personalizado para la campaña, con nombre en código "Bell", con la capacidad de elegir su agencia de inteligencia, tono de piel, nacionalidad y género; así como diferentes rasgos de personalidad que brindan ventajas en el juego. La campaña presenta múltiples finales, dependiendo de la elección del jugador a lo largo de la campaña.
Black Ops Cold War transporta a los jugadores al corazón de la volátil batalla geopolítica de la Guerra Fría, a principios de la década de 1980. Nada es lo que parece en la fascinante campaña para un jugador, donde los jugadores se enfrentan cara a cara a figuras históricas y verdades incómodas mientras luchan por todo el mundo en escenarios icónicos de la Guerra Fría como Berlín Este, Vietnam, la sede del KGB, la Isla de Cuba y más.
La trama de Black Ops Cold War también está relacionada con las historias de Call of Duty: Modern Warfare y Warzone.

## Sinopsis

### Campaña
En enero de 1981, los agentes clandestinos de la CIA Russell Adler, Alex Mason y Frank Woods son enviados a atacar a Qasim Javadi y Arash Kadivar por su papel en la crisis de rehenes de Irán. Con la inteligencia obtenida al interrogar a Qasim, el equipo rastrea a Arash hasta Turquía. Arash se jacta de que Perseus fue el responsable de organizar la crisis de los rehenes antes de ser ejecutado. El presidente de Estados Unidos, Ronald Reagan, autoriza a un equipo operativo negro a neutralizar a Perseus después de que Jason Hudson y Adler le informaran de su amenaza.
El equipo de Adler está formado por el agente de la CIA Lawrence Sims, el agente del Mossad nacido en Estados Unidos, Eleazar "Lazar" Azoulay y la oficial de inteligencia del MI6, Helen Park; con Mason y Woods proporcionando apoyo táctico. El último miembro del equipo es un agente conocido solo por el nombre en clave "Bell", que sirvió con Adler y Sims en el Comando de Asistencia Militar en Vietnam - Grupo de Estudios y Observaciones (MACV-SOG) durante la Guerra de Vietnam. El equipo comienza pidiéndole a Bell que recuerde la Operación Fractura de Mandíbula en 1968, donde Adler cree él, Bell y Sims se encontraron por primera vez con Perseus. Luego, el equipo procede ir al Berlín Este para arrestar / matar a Anton Volkov, un jefe de la mafia rusa con vínculos con Perseus.
Tras una infiltración en una instalación secreta de entrenamiento de Spetsnaz por Bell y Woods, el equipo descubre que Perseus se había infiltrado en la Operación Greenlight, un programa estadounidense de alto secreto que colocó en secreto bombas de neutrones en todas las ciudades europeas importantes para negar su uso a los soviéticos en caso de una invasión. Mason y Woods son enviados al Monte Yamantau en los Montes Urales, donde se infiltran en la base destruida de Nikita Dragovich con la esperanza de recuperar su lista de agentes durmientes. Sin embargo, el equipo descubre que Perseus ha borrado los datos del mainframe de la base de Yamantau, dejando su única opción para infiltrarse en la sede de KGB para recuperar la lista. Con la ayuda de uno de sus aliados agentes dobles de la KGB, Dimitri Belikov, logran llevar a Adler y Bell al interior del edificio Lubyanka, mientras se cruzan con Lev Kravchenko e Imran Zakhaev (uno de los antagonistas de la serie de Modern Warfare). El equipo se entera de que un científico de la Operación Greenlight es uno de los agentes durmientes y ha huido a Cuba. Con la esperanza de atrapar a Perseus allí, el equipo lanza una redada. Aprenden que Perseus ha logrado robar los códigos de detonación de cada bomba de la Operación Luz Verde, lo que significa que puede devastar Europa y culpar a los Estados Unidos. El equipo es objeto de fuertes disparos y Lazar y Park resultan heridos en el proceso, lo que deja a Bell solo el tiempo suficiente para salvar a uno de ellos (canónicamente, Park es el agente superviviente; también es posible dejar a los dos atrás).
Después de rescatar a Bell, Adler continúa presionándolos al provocar sus recuerdos de Vietnam una vez más. En este punto, la verdadera identidad de Bell se revela como un agente de Perseus, después de que Arash le disparara en Turquía por celos. Bell fue encontrado por Adler y le lavaron el cerebro usando el Proyecto MK Ultra para creer que eran su camarada. Con la memoria de Bell recuperada, Adler lo interroga sobre la ubicación del cuartel general de Perseo. Bell puede optar por permanecer leal a Perseo y mentirle a Adler, o traicionar a Perseo y revelar su ubicación.

#### Finales no canónicos y final canónico
En los finales no canónicos donde Bell elige permanecer leal a Perseus, mienten diciéndole a Adler que se dirija a Duga, donde el equipo estará demasiado lejos para evitar que Perseus active las armas nucleares. Si Bell ha establecido contacto con el ejército soviético de antemano, engañarán al equipo para que caiga en una trampa y los matará con la ayuda de Perseus y el ejército de la Unión Soviética antes de que activen las armas nucleares. Si Bell se niega a matar al equipo, Bell es ejecutado por Adler, pero las armas nucleares seguirán disparándose. Europa está devastada por las explosiones y la opinión pública de Estados Unidos se desploma. La CIA se ve obligada a borrar la existencia de Adler y su equipo en un esfuerzo por encubrir la participación de Estados Unidos en la Operación Greenlight. Perseus se jacta de que sus agentes en Europa se aprovecharán del caos para infiltrarse en todos los gobiernos europeos y dirigirlos hacia la Unión Soviética, mientras sus agentes en los Estados Unidos seguirán socavando el país.
En el final canónico donde Bell decide traicionar a Perseus y ayudar a la CIA, junto con el equipo asaltan la sede de Perseus en Solovetsky y destruyen los transmisores necesarios para enviar la señal de detonación. Con el fracaso de la Operación Greenlight, Perseus se esconde, con un paradero desconocido, aunque Adler jura seguir persiguiéndolo y desmantelar su red de espías. Más tarde, Adler lleva a Bell a una conversación privada, asegurándoles que su decisión de volverse contra Perseo fue por su propia voluntad y que son un héroe/heroína. Adler luego admite que Bell debe ser eliminado como un cabo suelto y ambos sacan sus armas, y la escena se vuelve negra cuando se escuchan disparos.

### Misiones Principales
1. No Hay Escapatoria: (Desarrollo:  Países Bajos)
12 de enero de 1981, Alex Mason, junto a Russell Adler se encuentra en un bar y hablan sobre Qasim Javadi. Al salir, Frank Woods les espera afuera con armas en el maletero de un coche donde se pueden elegir 1 de las 3 que hay. Después de ir por los callejones, llegan a la casa de Qasim Javadi. Una vez allí empiezan un tiroteo junto a los guardias y corren tras él a través de los tejados y azoteas de los edificios. Al llegar a la última, Qasim será interrogado por Mason para que le diga donde se encuentra Arash Kadivar. Este le hablará que está en el aeródromo de Trabzon, en Turquía. Es aquí donde el jugador puede elegir tirarlo desde la azotea, capturarlo para sacarle más información o dejarle suelto pero matarlo más tarde. Personaje jugable: Alex Mason
1.1 (Desarrollo:  Aeródromo de Trabzon)
Después de 18 horas, el equipo consigue llegar a Turquía para ir a por Arash Kadivar. Luego de estar inspeccionando la zona, una camioneta se acerca y uno de los pasajeros mata a los otros pasajeros, incluyendo el conductor (entre uno de ellos, se encuentra Bell). Logran identificar a Arash y Mason saca un Pelington 703 para acabar con él, pero el disparo se desvía y llama la atención de todo el aeródromo. Persiguen el avión con una camioneta pero como este ya va a despegar, controlan un RC-XD para destruir el tren de aterrizaje del avión. Después de la explosión, Arash sigue vivo pero este les dice que Perseus no murió y que piensa destruir Europa con bombas atómicas y culpar a los Estados Unidos. Personaje jugable: Alex Mason
2. Mandíbula Rota: (Desarrollo:  Guerra de Vietnam)
26 de enero de 1968, Bell despierta en el campamento Haskins. Se dirige a un helicóptero de combate para ir a la Base Ripcord por algo que busca el Vietcong. Al llegar, despeja con la ayuda de la torreta la base de los soldados vietnamitas. Entran a una sala donde hay 2 soldados soviéticos infiltrados. Suben de nuevo al helicóptero para ir a la base Ripcord a recoger una bomba pero antes deben despejarlo de ataques enemigos. Cuando vuelven al helicóptero, al despegar son alcanzados por un misil guiado que los derriba. La bomba está intacta pero deben eliminar a los enemigos con ayuda de un ataque con napalm. Personaje jugable: Bell (aunque en realidad es Adler pero solo son recuerdos de Vietnam)
3. Un Ladrillo Más En El Muro: (Desarrollo:  Berlín Este y  Berlín Oeste)
24 de febrero de 1981, Bell y Adler se dirigen a Berlín Este para ir a por Kraus y Anton Volkov. Después de bajar del metro, suben por las alcantarillas pero la Stasi les pilla aunque logran deshacerse de los guardas. Van caminando por diferentes azoteas para identificar a Kraus. Logran identificarlo y este va a un bar. Bell se reúne con Greta en el bar y saca un dispositivo de escucha. La Stasi se mete al bar y Bell sale por el baño. Luego debe pasar por la ciudad sin ser detectado (también hay una misión opcional que es rescatar a Richter). Luego va con Lazar y se reúne con Park. Bell se debe infiltrar a la casa de Kraus y debe disparar con una pistola de dardos tranquilizantes a la mujer de Kraus. Luego de colarse en su habitación, coloca un rastreador en el maletín pero escucha ruidos en el armario y Greta está atada. A continuación, Kraus lo noquea.
Bell despierta atado a una silla y están Volkov, Kraus y Richter (este último aparecerá si es rescatado). Si Bell lo insulta, este ordenará a uno de los soldados que mate a Greta pero si Bell no lo insulta, ella seguirá viva. Antes de que sea eliminado por Volkov, el equipo irrumpe en la escena y mata a Kraus pero Volkov y Richter escapan heridos. Cuando sean eliminados los soldados, el quipo alcanzará a Volkov y este podrá ser eliminado por Bell o capturarlo para sacar información. Personaje jugable: Bell
4. Luz Roja, Luz Verde:(Desarrollo:  Unión Soviética) 27 de febrero de 1987, Bell y Woods se dirigen a una base secreta de entrenamiento Spetsnaz para conseguir información sobre la Operación Luz Verde. Al entrar, Bell será capturado por 1 soldado y a punto de apretar el gatillo y pedir refuerzos, aparece Woods que le salva la vida. Siguen el camino y encuentran la sala de entrenamiento y descubren que lo hicieron a la forma de un pueblo de Estados Unidos. Abren fuego por toda la sala y una vez que acabaron con todos, aparece un Juggernaut soviético. Al llegar al centro de mando, descubren que Perseus está aliado con la Operación Luz Verde dirigida por Hudson y la bomba robada es suya. Avanzan hasta llegar a un BTR-80 destruyendo parte de la sala de entrenamiento y escapando ilesos. Personaje jugable: Bell
5. Ecos de una Guerra Fría:(Desarrollo:  Monte Yamantau, Montes Urales, Unión Soviética) 3 de marzo de 1981, Mason y Woods se dirigen a por un servidor que contiene información sobre los agentes durmientes que hay por todo EE. UU. Habla con Belikov y este les advierte que solo tiene 1 hora de combustible de su helicóptero de carga y si no lo consiguen, que busquen otra manera de cargarlo. Pasan por parte de unas bases soviéticas destruidas por Nikita Dragovich despejándolas de enemigos y pasando por varias tirolesas pero en la segunda tirolesa, se rompe la cuerda y Mason cae debajo de otra base y solo le queda un cuchillo. Cuando entra a la base, ve varios cuerpos con virotes de ballesta. Esto se debe a que en el primer juego de la saga, en la misión ADM, Hudson estuvo ahí con Weaver y uso una ballesta. Mason se encuentra con un grupo de soldados y habrá diferentes maneras de acabar, ya sea en sigilo o a la fuerza. Luego de reencontrarse con Woods, identifican el lugar del servidor y una vez que llegan, Belikov les extraerá mientras Mason y Woods defienden el servidor de los enemigos. Personaje jugable: Alex Mason
6. Medidas Desesperadas:(Desarrollo:  Sede del KGB en Moscú, Unión Soviética) 9 de marzo de 1981, Belikov se encuentra trabajando encubierto y recibe una llamada de Adler para que consiga una tarjeta del búnker y puedan entrar a por la información de los agentes durmientes. Luego, llaman a Belikov para ir a una reunión en el que estarán presente Imran Zakhaev pero más joven, Lev Kravchenko y Mijaíl Gorbachov para informar sobre un topo que hay en el KGB (Cabe destacar que el topo es Belikov) y restringen las actividades y el único que tendrá una tarjeta de acceso al búnker será el general Charkov. Para conseguirlo, se debe primero desactivar las cámaras de seguridad y se puede conseguir de 5 formas distintas: envenenarlo con Nova-6 en el té, apuñalarlo sin ser visto, reprogramar una tarjeta en blanco, culparle con pruebas falsas y que sea detenido o que un preso le asesine.
Una vez conseguido la tarjeta, Adler y Bell necesitan uniformes y eliminan a 2 guardias llamados por Belikov. Al subir deben pasar por el control por obligación, pero como llevan armas les deben revisar la bolsa y se encarga Belikov. Al llegar al ascensor, Zakhaev estará y les hará preguntas que se pueden contestar correctamente, incorrectamente o simplemente noquearlo. Una vez abajo, abren fuego y Bell introduce gas lacrimógeno en el conducto de aire. Después de eliminar a todos los soldados, llegarán a una sala donde harán una copia de los agentes durmientes. Al regresar por otras salidas, Belikov es capturado y soltarán el gas, entrando a la sala y poniéndole una máscara antigás justo a tiempo. Llegan a otro ascensor donde se visten de juggernauts y acaban con el resto de soldados y son extraídos en coche. Personaje jugable: Belikov y Bell
7. Fin de Partida:(Desarrollo:  La Habana) 13 de marzo de 1981, el equipo viaja a Cuba para encontrar a Hastings y asegurar la bomba. El equipo se divide en dos y Bell, Park y Lazar analizan las imágenes de las cámaras de vigilancia. Para cuando tienen una imagen de la bomba nuclear, ven a un individuo atacar a todos los científicos que trabajan, incluido Hastings. Lazar, Park y Bell corren hacia la sala central y ven a un Hastings moribundo que les dice que Perseus es el hombre que acaba de dispararles porque logró reconfigurar los códigos de activación de todas las bombas del arsenal de Luz Verde. Ahora puede detonar todas las bombas y culpar a EE. UU.. La situación es crítica y empeora. Entonces yendo al techo, Lazar, Park y Bell son atacados por numerosos soldados cubanos, esperando la extracción del Skyhook. Uno de los soldados cubanos lanza un cohete hacia los 3 agentes que se encuentran dispersos, 10 segundos antes de la extracción. Bell luego se encuentra con la opción de salvar a Lazar o Park o dejar ambos atrás, condenando al otro a una muerte segura. Bell elige rescatar a uno de los dos agentes y ambos son extraídos por Skyhook, justo cuando los soldados cubanos disparan al que dejó. Personaje jugable': Bell

## Armería
| Fusiles de asalto     | Subfusiles                      | Escopetas                   | Ametralladoras ligeras | Fusiles de precisión    | Fusiles tácticos              | Armas cortas        | Lanzacohetes | Cuerpo a cuerpo                  |
| --------------------- | ------------------------------- | --------------------------- | ---------------------- | ----------------------- | ----------------------------- | ------------------- | ------------ | -------------------------------- |
| XM4                   | MP5                             | Hauer 77                    | Stoner 63              | Pelington 703           | Type 63                       | 1911                | Cigma 2      | Cuchillo                         |
| AK-47                 | Milano 821                      | Gallo SA12                  | RPD                    | LW3 Tundra              | M16                           | Magnum              | RPG-7        | Mazo (Temporada 1)               |
| Krig 6                | AK-74u                          | Streetsweeper (Temporada 1) | M60                    | M82                     | AUG                           | Dimatti             | M79          | Wakizashi (Temporada 1)          |
| QBZ-83                | KSP 45                          |                             | MG 82 (Temporada 4)    | ZRG 20mm (Temporada 2)  | DMR 14                        | AMP63 (temporada 3) |              | Machete (Temporada 2)            |
| FFAR 1                | Bullfrog                        |                             |                        | Swiss K31 (temporada 3) | CARV.2 (temporada 3           | Marshall            |              | E-tool (Temporada 2)             |
| Groza (Temporada 1)   | MAC-10 (Temporada 1)            |                             |                        |                         | R1 Shadowhunter (temporada 2) |                     |              | Bate de béisbol (temporada 3)    |
| FARA 83 (Temporada 2) | LC10 (Temporada 2)              |                             |                        |                         |                               |                     |              | Cuchillo balistíco (temporada 3) |
| C58 (Temporada 4)     | PPSH-41 (Temporada 3)           |                             |                        |                         |                               |                     |              | Bastón                           |
| EM2                   | Pistola de clavos (Temporada 4) |                             |                        |                         |                               |                     |              |                                  |
| Grav                  | OTs 9 (Temporada 4)             |                             |                        |                         |                               |                     |              |                                  |
| Vargo 52              | LAPA (Temporada 6)              |                             |                        |                         |                               |                     |              | Martillo y Hoz (Temporada 6)     |
|                       | UGR                             |                             |                        |                         |                               |                     |              |                                  |

## Desarrollo
Originalmente el juego debía ser desarrollado por Sledgehammer Games, con Raven Software como desarrolladora secundaria, con el fin de respetar el orden que venían teniendo los videojuegos de la serie.  Sin embargo, el 18 de mayo de 2019 Kotaku informó que el desarrollo del juego estaba siendo caótico debido a una creciente tensión entre ambos estudios. Una fuente describió el juego como "un desastre". En respuesta, Activision desplazó a Sledgehammer y asignó a Treyarch para dirigir el desarrollo junto a Raven.
El 4 de agosto de 2020, Activision confirmó finalmente que un nuevo Call of Duty iba a ser lanzado a fin de año y que Treyarch y Raven estaban desarrollándolo. El título será el primero de la serie desde Modern Warfare 3 en ser codesarrollado por dos estudios, así como el primero en el que Raven Software será considerado un desarrollador principal, ya que en juegos anteriores únicamente habían asistido en el modo multijugador y otras características adicionales. El presidente de Activision, Atraca Kostich, confirmó que Black Ops Cold War estará estrechamente relacionado con Call of Duty: Modern Warfare (2019) y Call of Duty: Warzone.

## Mercadotecnia
Los anuncios y la mercadotecnia relacionados con los juegos de la serie Call of Duty suelen comenzar entre el mes de abril y mayo, previamente al lanzamiento del juego en los meses de octubre o noviembre. Sin embargo, y probablemente debido a la pandemia de coronavirus de 2020, la promoción de Black Ops Cold War no comenzó hasta agosto de 2020. Durante los primeros días del mes, Activision le envió cajas cerradas con candado a varios YouTubers e influencers relacionados con la comunidad de Call of Duty. Una carta adjuntada con el paquete decía que el 10 de agosto de 2020 debían enviar un mensaje de texto a un número para recibir el código y poder abrir el candado. Una vez llegada esa fecha, comenzó una intensa campaña de intriga. Las cajas fueron abiertas y se descubrió que contenían distintos proyectores de diapositivas, 10 diapositivas y un manifiesto. Luego de resolver un acertijo relacionado con los aparatos recibidos, se halló el sitio web pawntakespawn.com, en el cual aparecía una reproductora de VHS indicando el 14 de agosto como una fecha importante. A partir de ese día comenzó una búsqueda intensa con rompecabezas, mensajes cifrados, acertijos, videos de la Guerra Fría, localizaciones de Warzone y huevos de Pascua que duró hasta el 19 de agosto, día en el que se reveló el primer avance del juego. El mismo contenía fragmentos de una entrevista realizada en 1984 al ex-informante y desertor soviético de la KGB, Yuri Bezmenov. Al final de la cinta se confirmó el nombre del juego y que el 26 de agosto se revelaría de forma oficial en la ciudad ficticia de Verdansk.
El día de la revelación, los jugadores fueron convocados a una hora determinada en Call of Duty: Warzone, el cual se actualizó con un modo de juego único llamado "Conoce tu historia". Una vez dentro del mismo se debieron realizar una serie de misiones que, una vez finalizadas, mostraban el tráiler de la campaña del juego que anunció que el mismo se lanzaría el 13 de noviembre, las distintas ediciones que se pondrían a la venta, así mismo se mostró el tráiler del modo multijugador el 9 de septiembre, y se anunció una alfa abierta desde el día 18 al 21 de septiembre.